# Jeanne-Marie de Maille
Jeanne-Marie de Maille (14 de abril de 1331 - 28 de março de 1414) foi uma católica romana francesa e membro da Ordem Terceira de São Francisco. 
Maille nasceu de nobres e se casou com um nobre, embora não tenha filhos desde que decidiu permanecer casta com permissão do cônjuge. Os dois viveram juntos até que o marido morreu durante um conflito e ela se tornou franciscana para se dedicar ao cuidado dos pobres e doentes, pois havia perdido tudo com a morte do marido. 
O Papa Pio IX confirmou sua beatificação em 27 de abril de 1871.

## Vida
Jeanne de Maille nasceu em 14 de abril de 1331 como a última dos três filhos de Hardouin I de Maille (1285-1340) e Jeanne de Montbazon (c. 1305–53) em Saint-Quentin, no Reino da França, em seu castelo de La Roche.  Seus irmãos mais velhos foram Hardouin II (1330–81) e Isabeau (c. 1325–64). A Madonna a inspirou quando criança que a levou a levar uma infância piedosa; seu pai morreu em 1340 e ela viveu com seu avô depois disso. Seu nome adicional Marie foi adicionado ao seu nome de nascimento em sua Confirmação devido à sua devoção à Mãe de Deus. 
Seu avô escolheu um homem para ela se casar: o barão Roberto II. Isso foi depois que ela consentiu, apesar de não ter conseguido a permissão de seu avô para que ela ingressasse em um convento como freira.  Seu avô morreu durante o próprio casamento de 1337 e ela decidiu consagrar-se a Deus como uma virgem, resultado disso que seu marido não se importou em nada. Seu marido foi capturado em uma batalha e ela vendeu todos os seus bens para pagar o resgate de 3.000 florins, mas seu marido fugiu e voltou para casa antes que ela pudesse enviá-lo aos seus captores. 
Roberto II morreu devido aos ferimentos sofridos em uma batalha entre franceses e ingleses em 21 de janeiro de 1353 e ela se tornou enfermeira para ajudar os doentes e pobres, apesar de perder tudo o que tinha. Seus sogros foram indelicados com ela e a culparam por seu marido desperdiçar sua fortuna para fins de caridade e assim a privaram da herança de sua viúva e cortaram os laços com ela.  Ela primeiro foi buscar abrigo na casa de uma velha criada dela, mas a criada a tratou com dureza ao perceber que ela era pobre; ela foi morar com a mãe, mas foi embora quando esta tentou pressioná-la a encontrar outro marido.  Ela também teve uma visão de São Ivasiano que lhe disse que ela deveria viver no mundo com espírito de fé. Maille tornou-se membro da Ordem Terceira de São Francisco e em 1388 mudou-se para um pequeno quarto numa igreja em Tours. Maille estava certa vez na igreja de Tours quando uma louca atirou uma pedra nela que machucou suas costas. Maille se recuperou disso, mas a cicatriz nunca cicatrizou completamente.
Maille morreu em 28 de março de 1414 e seus restos mortais foram vestidos com o hábito religioso de uma terciária franciscana para seu enterro. O Papa Pio IX a beatificou em 27 de abril de 1871 na Basílica de São Pedro.